# Сарторона (Павија)
Сарторона је насеље у Италији у округу Павија, региону Ломбардија.
Према процени из 2011. у насељу је живело 94 становника. Насеље се налази на надморској висини од 53 м.